# I Believe (EXILEの曲)
「I Believe」（アイ ビリーヴ）は、EXILEの26枚目のシングル。2007年11月21日にrhythm zoneから発売。

## 概要
前作「時の描片 〜トキノカケラ〜/24karats -type EX-」から3カ月ぶりのシングル。「CD+DVD」「CDのみ」の2形態で発売。初回限定盤のボーナス・トラックとして17枚目のシングル表題曲「HERO」の再録を収録。
メンバーのTAKAHIROがシングル表題曲では初の作詞を担当。

## 収録曲

### CD
1. I Believe [4:56]
作詞：TAKAHIRO / 作曲・編曲：浅田将明
  - エムティーアイ「music.jp」CMソング
  - 東武鉄道「リライズガーデン西新井」CMソング
  - お台場合衆国 presents キラキラ WINTER LAND イメージソング[8]
2. 君がいるから [4:41]
作詞：ATSUSHI / 作曲・編曲：中野雄太
  - 日本テレビ系『The・サンデー』2007年12月 - 2008年1月エンディングテーマ
3. I Believe（Instrumental）
4. 君がいるから（Instrumental）
5. HERO
作詞：SHUN / 作曲：原一博 / 編曲：川端良征
  - 17thシングルの再録バージョン

初回限定盤のみ収録。

### DVD
※CD+DVDのみ
1. I Believe（Video Clip）

## カバー

### EXILE TAKAHIROによるカバー
「I Believe」（アイ ビリーヴ）は、EXILE TAKAHIROの配信限定シングル。2021年12月24日に配信された。

#### 概要
前作「優しい光」から4カ月ぶりのリリースで、EXILEの曲をセルフカバーする企画「EXILE RESPECT」の配信シングル第4弾。
ミュージックビデオは同年12月8日に行われたCL PPVライブ「EXILE TAKAHIRO ONLINE 〜X'mas 大イヴ〜 LIVE」の映像やリハーサル風景、オリジナルのEXILE「I Believe」ミュージックビデオやEXILEのツアーでの歌唱シーン映像が挿入された。

#### 収録曲
1. I Believe [5:23]
作詞：TAKAHIRO / 作曲：浅田将明 / 編曲：Yuta Nakano[9]

### その他のカバー
I Believe
- GENERATIONS from EXILE TRIBE（2018年、アルバム『BEST GENERATION』収録）